# Bësjuke
Il Bësjuke (in russo Бёсюке?; in lingua sacha: Бөөһүкэ) è un fiume della Russia siberiana nordorientale, affluente di destra della Lena. Scorre nel Bulunskij ulus della Sacha (Jacuzia).

## Descrizione
Il Bësjuke ha origine dalla confluenza dei due rami sorgentizi Mejčan (lungo 93 km) e Sachandja (lungo 111 km) che scendono dai monti Orulgan, una cresta sul versante occidentale dei monti di Verchojansk. Scorre in direzione nord-ovest sino a sfociare nella Lena a 296 km dalla sua foce. La lunghezza del fiume è di 152 km (calcolata assieme al corso del Sachandja 263 km) l'area del suo bacino è di 5 780 km².